# Weißbrustkormoran

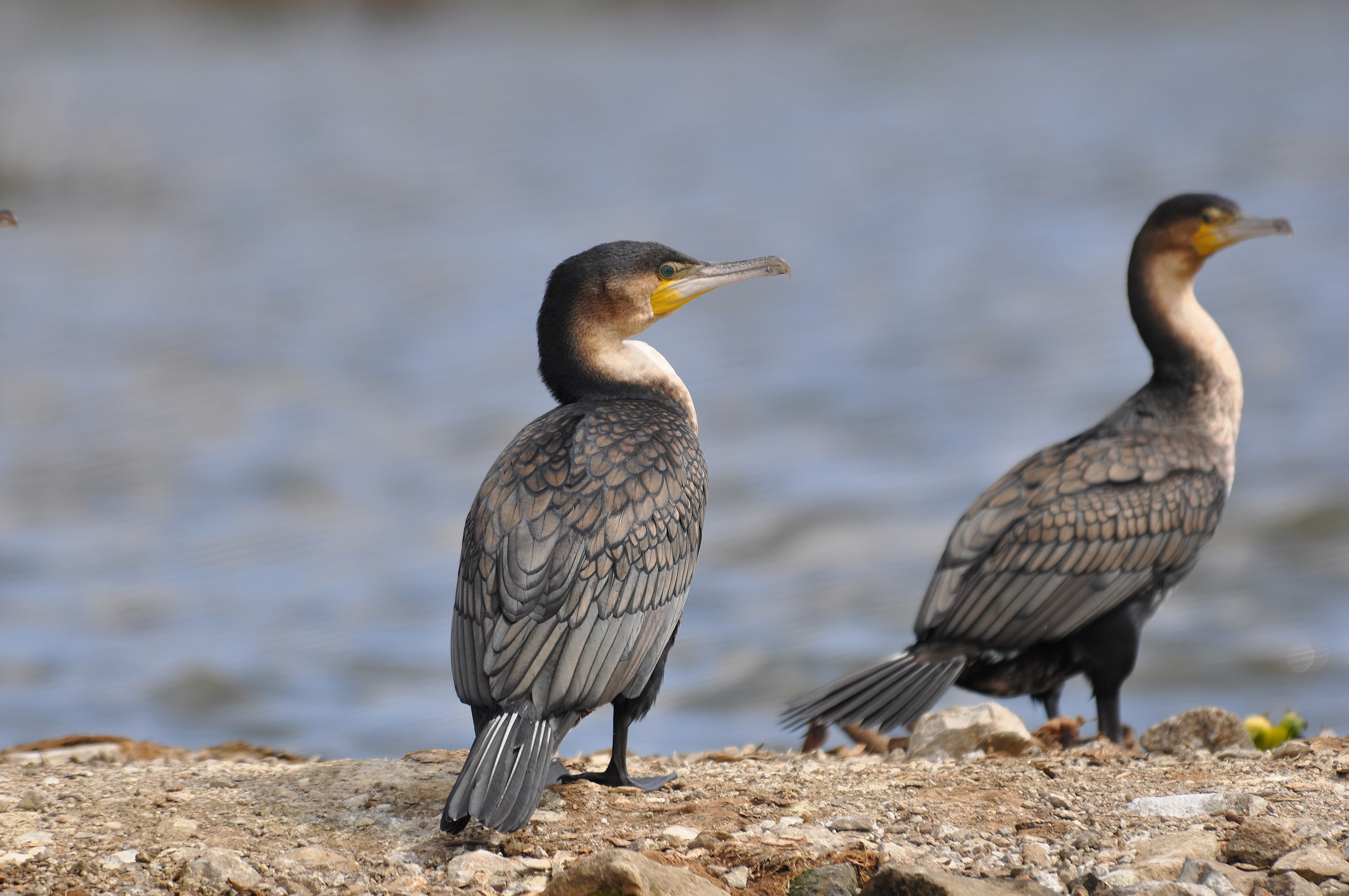
Weißbrustkormorane

Der Weißbrustkormoran (Phalacrocorax carbo lucidus) ist eine afrikanische Unterart des Kormorans, der zur Familie der Kormorane (Phalacrocoracidae) gehört. Oft wird er auch als eigenständige Art (Phalacrocorax lucidus) betrachtet.

## Beschreibung
Der arttypisch schwarz-metallisch glänzende Weißbrustkormoran ist etwas kleiner und grünlicher als die atlantische Unterart des Kormorans (P. c. carbo). Von der mitteleuropäischen Unterart (P. c. sinensis) unterscheidet er sich vor allem durch die charakteristische Weißfärbung, die hier nicht nur auf die Kehle beschränkt ist, sondern auch auf Brust oder Bauch ausgedehnt ist. Allerdings tritt auch eine dunkle Morphe auf, die stark an P. c. sinensis erinnert. Männliche und weibliche Tiere sehen gleich aus, bei Jungtieren ist die gesamte Vorderseite weiß. Brütende Tiere haben einen weißen Fleck auf den Schenkeln. Wie bei allen Kormoranen ist der Schnabel hakenförmig. Am Schnabelgrund befindet sich eine gelbliche nackte Hautpartie.

## Verbreitung und Lebensraum
Der Weißbrustkormoran ist im gesamten südlichen Afrika mit Ausnahme der Kalahari-Region zu finden. Weitere Populationen befinden sich am Tschad-See, in Nigeria, den Kapverdischen Inseln, am Roten Meer sowie der Küste von Guinea-Bissau. Sein Lebensraum sind sowohl die Küsten als auch Binnengewässer.